# Zamoszkvoreckaja
A Zamoszkvoreckaja (oroszul: Замоскворецкая линия) a moszkvai metró 2-es számú, zöld színnel jelzett vonala. 2018-ban hossza 40,012 kilométer, 22 állomással. Első szakaszát 1938. szeptember 11-én adták át. A moszkvai metró egyik legforgalmasabb vonala. Csúcsidőben a szerelvények 90 másodperces időközökben követik egymást. A vonalon 1987-től nyolc kocsiból álló, 81–717/714 és 81–717.5/714.5 típusú szerelvények közlekednek.

## Szakaszok átadása
| Szakasz                                  | Átadás               | Hossz     |
| ---------------------------------------- | -------------------- | --------- |
| Szokol – Tyeatralnaja                    | 1938. szeptember 11. | 8,5 km    |
| Tyeatralnaja – Avtozavodszakaja          | 1943. január 1.      | 6,2 km    |
| Novokuznyeckaja, Paveleckaja             | 1943. november 20.   | –         |
| Szokol – Recsnoj Vokzal                  | 1964. december 30.   | 6,2 km    |
| Avtozavodszkaja – Kahovszkaja            | 1969. augusztus 11.  | 9,5 km    |
| Tverszkaja                               | 1979. július 20.     | –         |
| Kasirszkaja – Orehovo                    | 1984. december 28.   | 6,4 km    |
| Orehovo – Krasznogvargyejszkaja          | 1985. szeptember 7.  | 3,4 km    |
| Krasznogvargyejszkaja – Alma-Atyinszkaja | 2012. december 24.   |           |
| Összesen                                 | 22 állomás           | 40,012 km |

## Képek

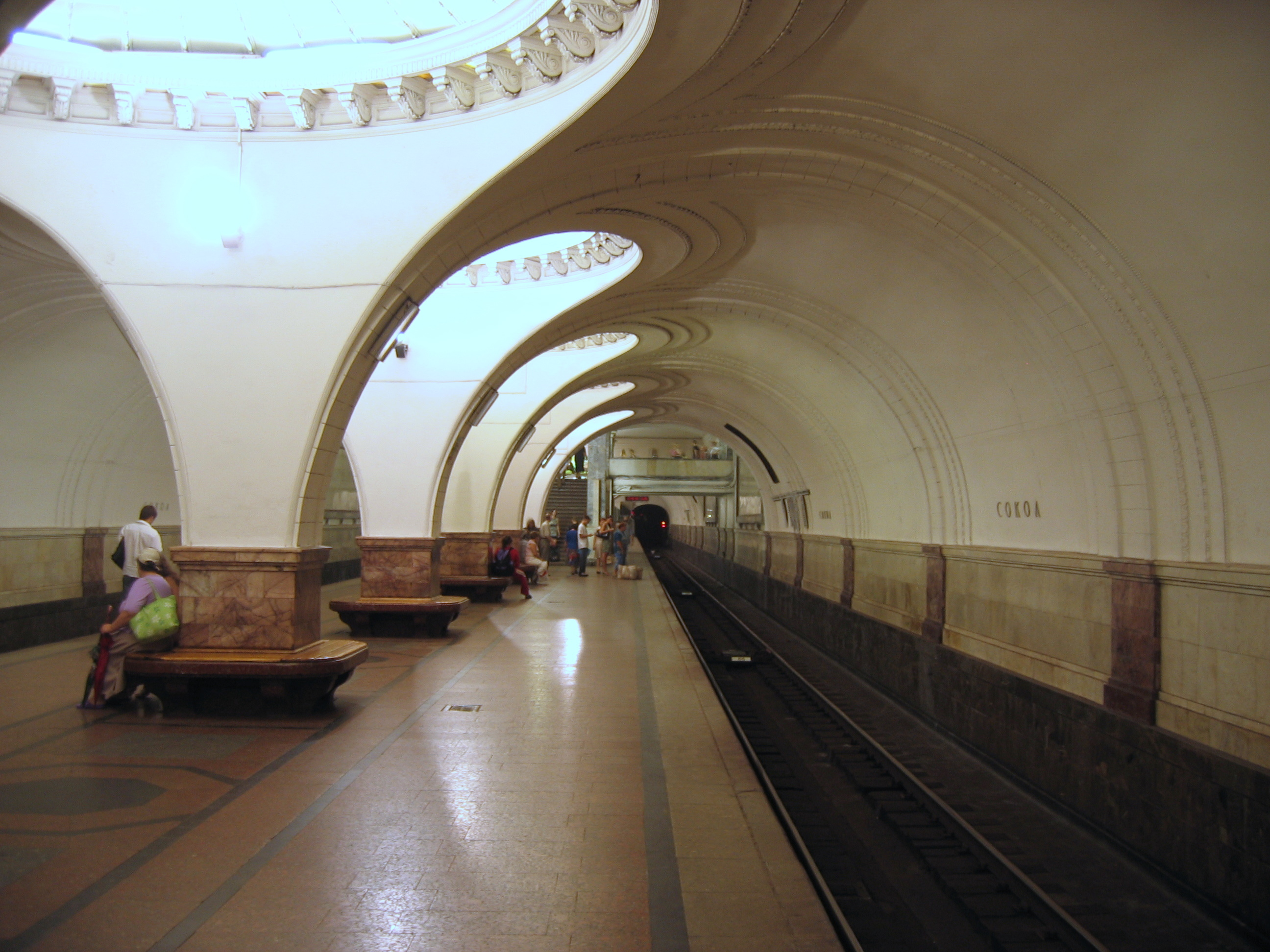
A Szokol metróállomás
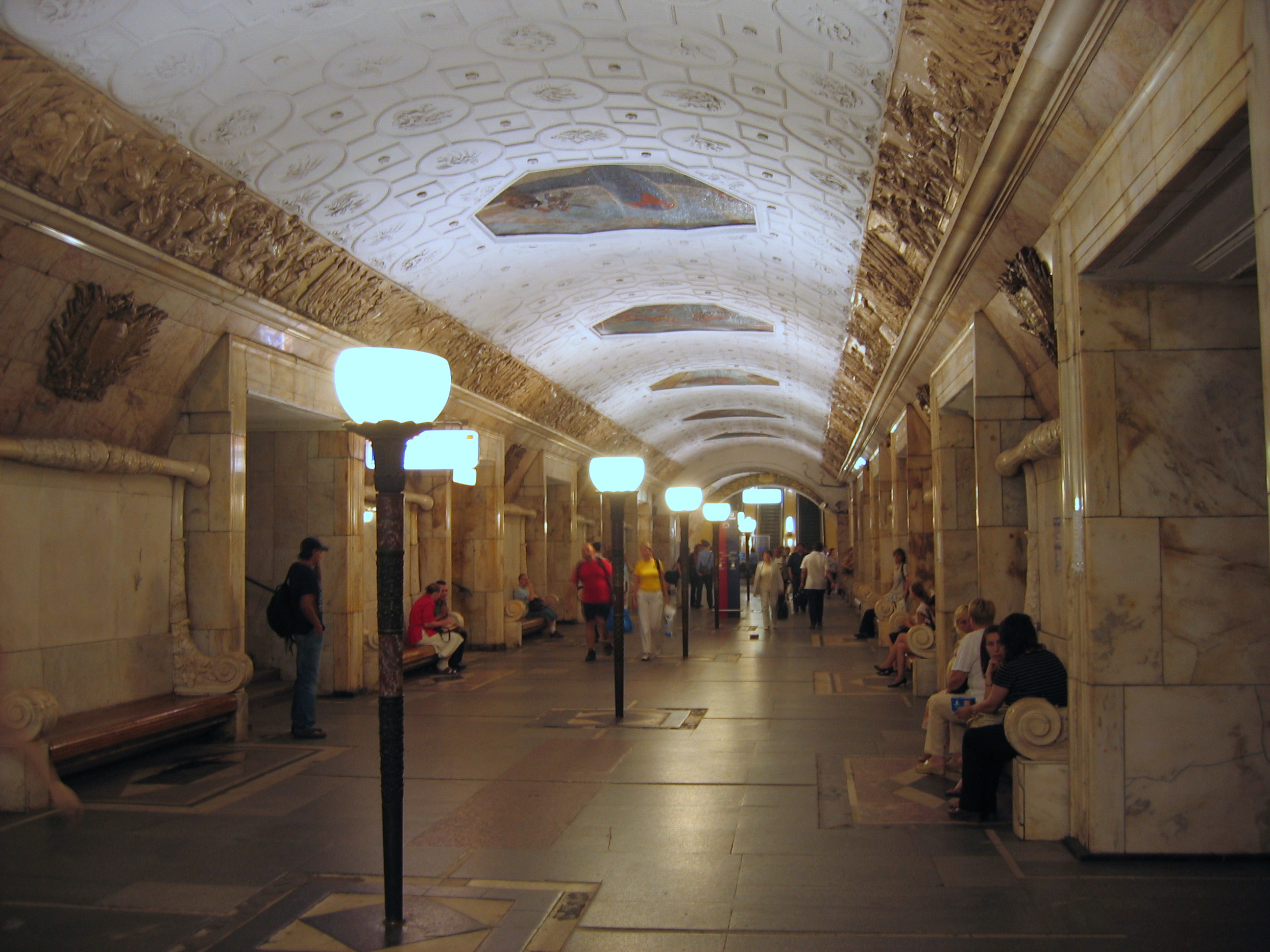
A Novokuznyeckaja metróállomás
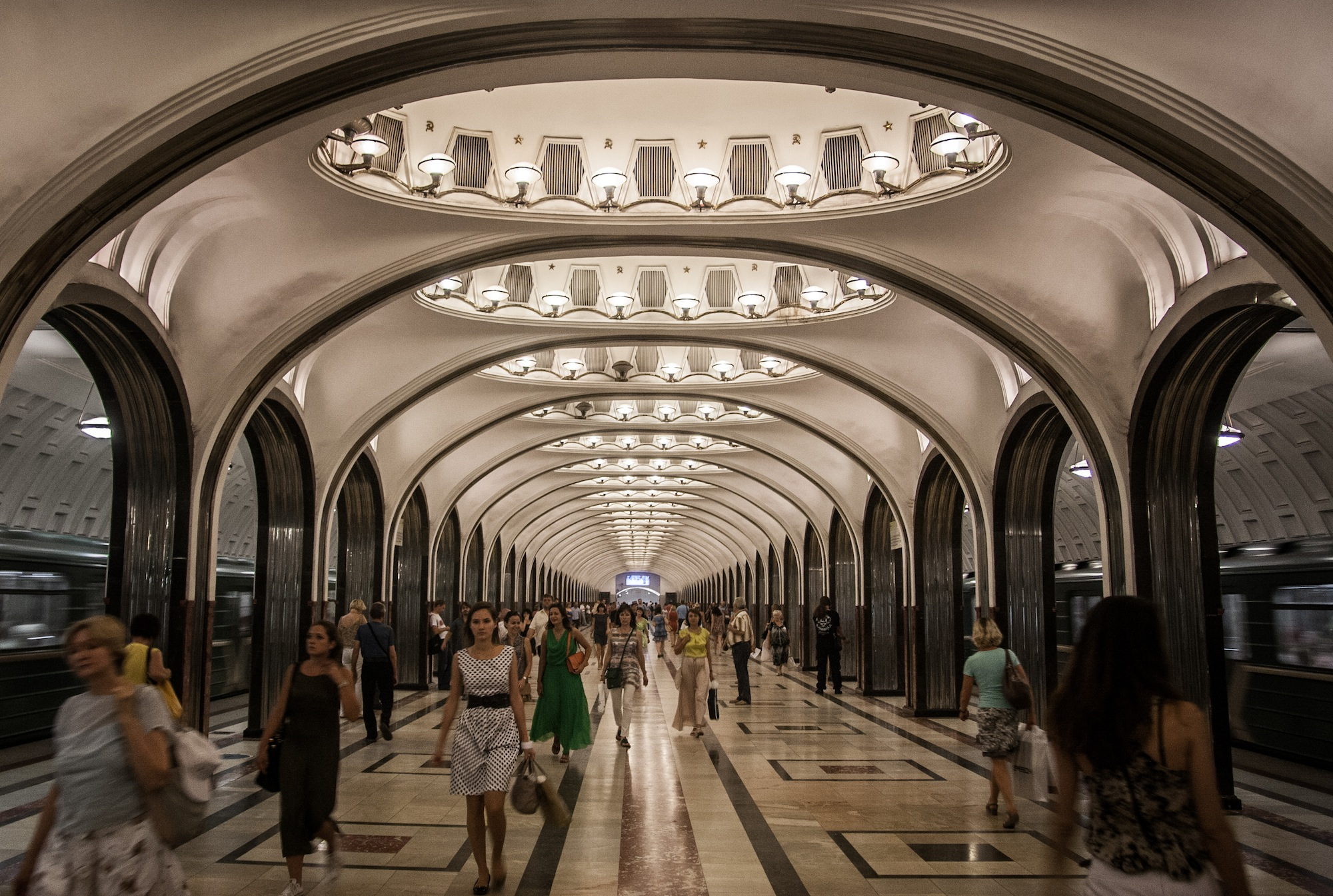
Oszlopok a Majakovszkaja állomáson